# Sol de Moncada
María de la Soledad Albertí Crespo (Mahón, 25 de noviembre de 1889 – Barcelona, 15 de julio de 1989), conocida artísticamente como Sol de Moncada, fue una actriz teatral española cuya carrera transcurrió principalmente en las primeras décadas del siglo XX. Conocida por su actividad como primera actriz y cofundadora de la Compañía de Dramas y Comedias Moncada-Fuentes, que desarrolló giras teatrales por España y varios países de América Latina entre las décadas de 1920 y 1930.

## Biografía

### Orígenes familiares y primeros años
María de la Soledad Albertí Crespo nació en Mahón el 25 de noviembre de 1889, hija del General Santiago Albertí Fàbregas y de Concepción Crespo Villanueva. Fue bautizada con los nombres de María de la Soledad Catalina Ramona Urbana Teresa Pilar. Tuvo tres hermanos: el Coronel de Infantería Santiago Albertí Crespo, el Capitán de Infantería Ramón Albertí Crespo y Teresa Albertí Crespo de Padró.
Durante su juventud participó en eventos sociales y religiosos locales. En abril de 1908 aparece registrada como colaboradora en la mesa petitoria de la Iglesia Parroquial del Carmen de Mahón durante la Semana Santa, identificada como “Soledad Albertí Crespo de López”.

### Matrimonio y descendencia
El 29 de febrero de 1908 contrajo matrimonio con el empresario catalán Federico López Coll (nacido en Barcelona en 1884). La ceremonia, celebrada en la Iglesia de Santa María de Mahón, fue descrita por la prensa local como un evento de notable relevancia social. Juntos se establecieron primeramente en Barcelona y después en Madrid.
Tuvieron dos hijos:
Agustina Soledad López Albertí (Barcelona, 1909 – Caracas, 2000), madre de los hermanos Gómez López.
Federico Ramón López Albertí (Madrid, 1914 – Bilbao, 1991), padre de los hermanos López Fernández.

## Carrera artística

### Primeros pasos y formación
Sus inicios teatrales se sitúan a principios de la década de 1920. Tras su separación matrimonial, se quedó junto a su hija en Madrid, donde según fuentes contemporáneas debutó como actriz en el Teatro de La Princesa, vinculada a la compañía de María Guerrero. Su formación escénica estuvo influida por figuras destacadas del teatro español de la época, como Francisco "Paco" Fuentes (padre), Margarita Xirgu y Rosario Pino.

### Fundación de la Compañía Moncada–Fuentes
Durante su etapa en Madrid, inició una relación personal y profesional con el actor y director Francisco “Paco” Fuentes (hijo), con quien fundó la Compañía de Dramas y Comedias Moncada–Fuentes. En ese periodo adoptó el seudónimo artístico de “Sol de Moncada”, con el fin de desvincular su actividad escénica de su apellido de origen. La compañía, con ella como primera actriz y Fuentes como actor, desarrolló su actividad en teatros como el Lara de Madrid y el Goya de Barcelona. A mediados de la década de 1920, el grupo se especializó en repertorio clásico español, comedias contemporáneas y adaptaciones teatrales internacionales.

### Giras internacionales
La Compañía Moncada-Fuentes realizó varias giras por América Central, América del Sur y España durante las décadas de 1920 y 1930. Algunas de sus presentaciones documentadas incluyen:
- República Dominicana (Santo Domingo, junio de 1927): El Listín Diario reseñó una función de la obra "El Vizconde se divierte", en la que participaron Sol de Moncada, Paco Fuentes, Lolita Gálvez y otros integrantes de la compañía.
- Puerto Rico (San Juan, julio de 1927): El semanario cultural Los Quijotes dedicó su portada del 2 de julio de 1927 a Sol de Moncada, describiéndola como “bella y gentil artista española” y anunciando su debut en el Coliseo Municipal. 
- Colombia (Bogotá, septiembre de 1928): Según registros de la Biblioteca Nacional de Colombia, la compañía se presentó en el Teatro Colón con funciones regulares, incluyendo matinés y veladas sociales.
- Colombia (Pereira, febrero de 1929): El Diario de Pereira informó sobre la puesta en escena de la obra "Ha entrado una mujer" en el Teatro Santander, dentro de la programación de la compañía.
- España (Málaga, diciembre de 1932): El diario El Cronista incluyó una participación de Sol de Moncada en una encuesta sobre la Lotería de Navidad, en la que respondió con una frase de carácter humorístico.
- Costa Rica (San José, enero de 1933): El Diario de Costa Rica anunció el inicio de una temporada teatral en el Teatro América, encabezada por Sol de Moncada y su compañía.
- Venezuela (Caracas, febrero de 1933): Existen menciones en prensa sobre una gira en Venezuela durante la década de 1930.
El repertorio presentado durante estas giras incluyó obras de autores como los hermanos Álvarez Quintero, Jacinto Benavente, Pedro Mata, Henry Bernstein, Alfred Savoir, Gregorio Martínez Sierra, entre muchos otros. 

### Últimos años y legado
Durante el periodo de actividad de la Compañía Moncada–Fuentes, se observa una atención destacada al diseño escenográfico. Según el ensayo "Hacia la recuperación de una plástica perdida" de Elisa Lozano, el escenógrafo Luis Moya Sarmiento colaboró con la compañía de Francisco "Paco" Fuentes, aportando técnicas escénicas que abandonaban el tradicional telón pintado en favor de escenografías corpóreas y ambientaciones realistas. Estas propuestas se alineaban con una corriente estética emergente en el teatro mexicano del periodo, caracterizada por la recreación plástica de espacios históricos o urbanos, como las calles de Upata y Ciudad Bolívar, reproducidas a partir de fotografías antiguas. Este enfoque escénico pudo haber contribuido a la recepción favorable de los montajes de la compañía en América Latina.
A fines de los años treinta, Sol de Moncada se estableció en Venezuela, donde residió durante buena parte de las décadas de 1940 y 1950. Inicialmente vivió en Ciudad Bolívar junto a su hija, y más adelante en Caracas, donde mantuvo vínculos con el ámbito teatral local. Según testimonios familiares, habría fundado un pequeño hotel en las inmediaciones del Teatro Nacional, orientado a alojar compañías teatrales de paso por la ciudad.
En 1960, tras el fallecimiento de sus dos hermanos, el Coronel de Infantería Santiago Albertí Crespo y el Capitán de Infantería Ramón Albertí Crespo, regresó a España. Durante los años siguientes, vendió propiedades heredadas en Mahón y se estableció de forma definitiva en Barcelona. Allí participó esporádicamente en actividades culturales vinculadas a su trayectoria escénica.
Falleció el 15 de julio de 1989, a los 99 años, y fue sepultada en el Cementerio de Collserola.